# Nothrus discifer
Nothrus discifer är en kvalsterart som beskrevs av Hammer 1961. Nothrus discifer ingår i släktet Nothrus och familjen Nothridae. Inga underarter finns listade i Catalogue of Life.